# Crasta Mora
Crasta Mora är en bergstopp i Schweiz.   Den ligger i regionen Maloja och kantonen Graubünden, i den östra delen av landet, 190 km öster om huvudstaden Bern. Toppen på Crasta Mora är 2 953 meter över havet, eller 479 meter över den omgivande terrängen. Bredden vid basen är 7,4 km.
Terrängen runt Crasta Mora är bergig åt nordost, men åt sydväst är den kuperad. Närmaste större samhälle är St. Moritz, 8,4 km söder om Crasta Mora. 
Trakten runt Crasta Mora består i huvudsak av gräsmarker. Runt Crasta Mora är det glesbefolkat, med 10 invånare per kvadratkilometer.